# 加藤明允
加藤 明允（かとう あきまさ）は、近江水口藩の第6代藩主。水口藩加藤家10代。第7代藩主・加藤明陳の長男。

## 生涯
寛政11年（1799年）9月6日、父の隠居により家督を継いで第8代藩主となる。後桜町天皇の崩御による法要のとき、警護を行なっている。文化12年（1815年）8月6日に死去。享年33。跡を長男の明邦が継いだ。
藩政においてよりも俳人として優れ、特に松尾芭蕉の俳句に敬意を表し、大岡寺に芭蕉の句碑を建立している。

## 系譜
父母
- 加藤明陳（父）
- 宮辻氏 － 側室（母）

正室
- 松平忠告の娘

子女
- 加藤明邦（長男）生母は正室
- 加藤明遠（次男）
- 中山信守継室